# Arizelocichla kakamegae
El bulbul de Kakamega (Arizelocichla kakamegae) es una especie de ave paseriforme de la familia Pycnonotidae endémica de las montañas de África oriental.

## Taxonomía
Originalmente fue descrito científicamente en el género Xenocichla (un antiguo sinónimo de Bleda). Posteriormente fue trasladado al género Andropadus, como subespecie del bulbul de las Masuku (Arizelocichla masukuensis). En 2007 fue trasladado al género Arizelocichla. En 2009 se dio al bulbul de Kakamega la categoría de especie separada.
Se reconocen dos subespecies:
- A. k. kakamegae - (Sharpe, 1900): se encuentra en el extremo oriental de la República democrática del Congo, el oeste de Kenia y el noroeste de Tanzania;
- A. k. kungwensis - Moreau, 1941: se localiza en el oeste de Tanzania.